# افتنبوستن
أفتنبوستن (النرويجية لـ "The Evening Post") هي أكبر صحيفة مطبوعة ومتداولة في النرويج يقع مقرها في أوسلو يقدر عدد قراءها بنحو 1.2 مليون شخص. في عام 2015 تم تداول ما يقرب من 717 211 نسخة (172,029 نسخة مطبوعة وفقًا لجامعة بيرغن.) في مارس 2005 تم تحويلها من القَطْعُ الكبير إلى الصحف المضغوطة الحجم (كومباكت).
كانت أفتنبوستن شركة خاصة مملوكة بالكامل للشركة العامة Schibsted ASA. ثاني أكبر صحيفة في النرويج. في نهاية عام 2015 احتفظ المالكون النرويجيون بنسبة ٪42 فقط من الأسهم في Schibsted  وبالتالي، فإن الصحيفة أصبحت مملوكة للأجانب.
تضم الصحيفة حوالي 740 موظفًا. ومن عام 2016 يعتبر اسبن ايجل هانسن رئيس التحرير والرئيس التنفيذي للصحيفة.